# Würzburgs universitet

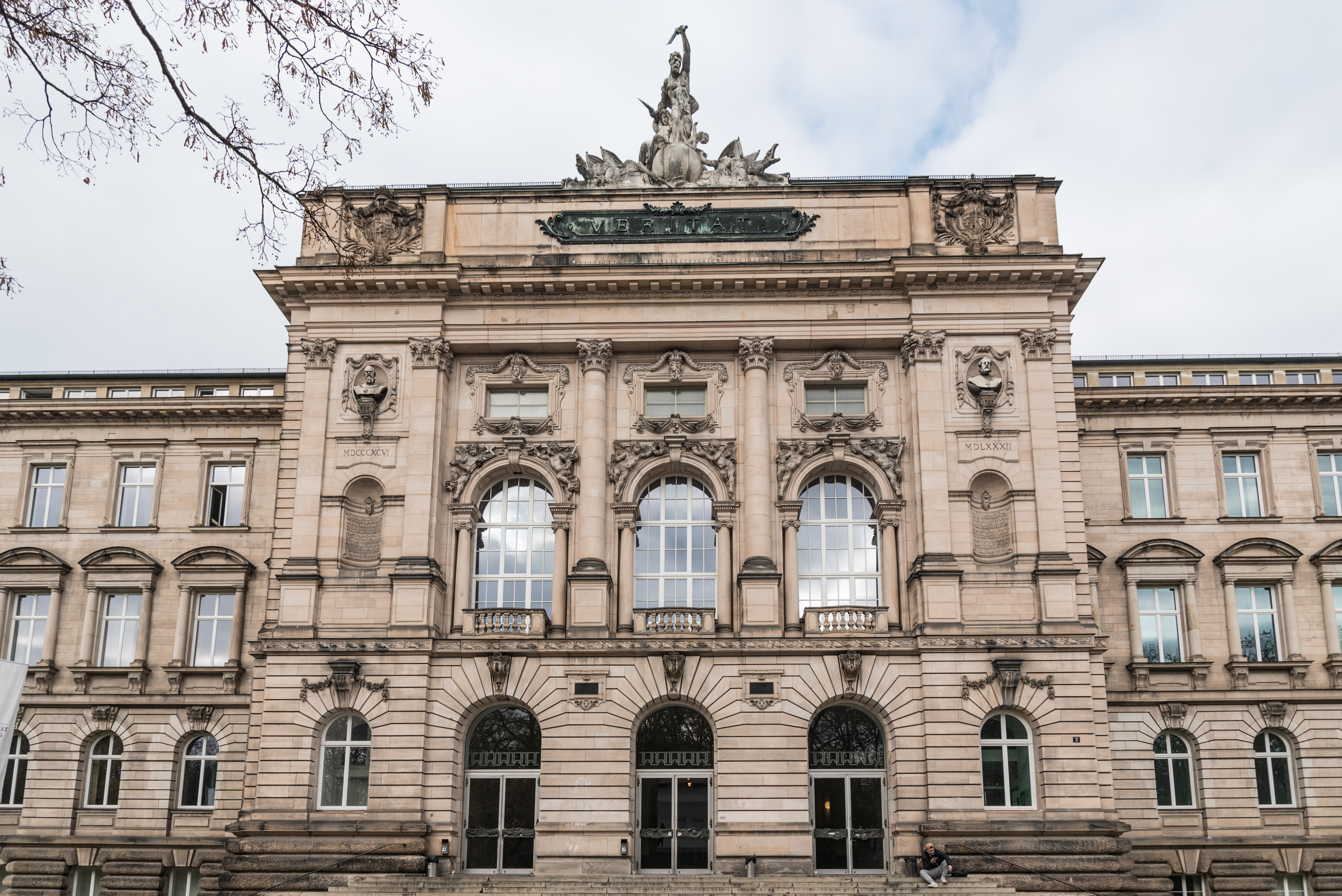
Universitetets huvudbyggnad Die Neue Universität på Sanderring, uppförd 1896.

Würzburgs universitet, fullständigt namn Julius-Maximilians-Universität Würzburg, förkortas JMU, är ett universitet i Würzburg. Universitetet grundades ursprungligen 1402. Nygrundandet ägde rum 1582 av furstbiskop Julius Echter von Mespelbrunn. Julius-delen av universitetets namn kommer från denna furstbiskop, och Maximilians-delen från Maximilian I Josef av Bayern. Würzburgs universitet tillhör Coimbragruppen.
Nobelpristagaren Svante Arrhenius forskade vid universitetet mellan 1886 och 1887.